# Kabinet-Jackson
Het kabinet–Jackson was de uitvoerende macht van de Amerikaanse overheid van 4 maart 1829 tot 4 maart 1837. Voormalig Senator voor Tennessee Andrew Jackson, een voormalig generaal tijdens de Oorlog van 1812, van de Democratische Partij werd gekozen als de 7e president van de Verenigde Staten na het winnen van de presidentsverkiezingen van 1828 over de kandidaat van de Nationale Republikeinse Partij, zittend president John Quincy Adams. Jackson werd herkozen voor een tweede termijn in 1832 na het verslaan van de Nationale Republikeinse kandidaat, zittend senator voor Kentucky Henry Clay, de kandidaat van de "Nullifier Partij", een afsplitsing van de Democratische Partij, zittend gouverneur van Virginia John Floyd en de kandidaat van de "Anti-Vrijmetselarij Partij", voormalig minister van Justitie William Wirt. In 1835 maakte Jackson bekend zich niet kandidaat te stellen voor een nieuwe termijn in de presidentsverkiezingen van 1836 en sprak zijn steunbetuiging uit voor vicepresident Martin Van Buren als zijn opvolger.
| Nr.     | Functie(s) | Functie(s)                            | Ambtsbekleder     | Ambtsbekleder                 | Ambtstermijn      | Ambtstermijn      | Partij(en) |
| ------- | ---------- | ------------------------------------- | ----------------- | ----------------------------- | ----------------- | ----------------- | ---------- |
| 7       |            | President van de Verenigde Staten     | Andrew Jackson    | Andrew Jackson (1867–1845)    | 4 maart 1829      | 4 maart 1837      | D          |
| 7       |            | Vicepresident van de Verenigde Staten | John Calhoun      | John Calhoun (1782–1850)      | 4 maart 1825      | 28 december 1832  | D          |
|         |            | Vicepresident van de Verenigde Staten | Vacant            |                               |                   |                   |            |
| 8       |            | Vicepresident van de Verenigde Staten | Martin Van Buren  | Martin Van Buren (1782–1862)  | 4 maart 1833      | 4 maart 1837      | D          |
| Kabinet |            |                                       |                   |                               |                   |                   |            |
| Nr.     | Functie(s) | Functie(s)                            | Ambtsbekleder     | Ambtsbekleder                 | Ambtstermijn      | Ambtstermijn      | Partij(en) |
| [ 3 ]   |            | Minister van Buitenlandse Zaken       | James Hamilton    | James Hamilton (1788–1878)    | 4 maart 1829      | 28 maart 1829     | D          |
| 10      |            | Minister van Buitenlandse Zaken       | Martin Van Buren  | Martin Van Buren (1782–1862)  | 28 maart 1829     | 24 mei 1831       | D          |
| 11      |            | Minister van Buitenlandse Zaken       | Edward Livingston | Edward Livingston (1764–1836) | 24 mei 1831       | 29 mei 1833       | D          |
| 12      |            | Minister van Buitenlandse Zaken       | Louis McLane      | Louis McLane (1786–1857)      | 29 mei 1833       | 1 juli 1834       | D          |
| 13      |            | Minister van Buitenlandse Zaken       | John Forsyth      | John Forsyth (1780–1841)      | 1 juli 1834       | 4 maart 1841      | D          |
| 9       |            | Minister van Financiën                | Samuel Ingham     | Samuel Ingham (1779–1860)     | 4 maart 1829      | 20 juni 1831      | D          |
|         |            | Minister van Financiën                | Vacant            |                               |                   |                   |            |
| 10      |            | Minister van Financiën                | Louis McLane      | Louis McLane (1786–1857)      | 8 augustus 1831   | 28 mei 1833       | D          |
| 11      |            | Minister van Financiën                | William Duane     | William Duane (1780–1865)     | 28 mei 1833       | 22 september 1833 | D          |
| 12      |            | Minister van Financiën                | Roger Taney       | Roger Taney (1777–1864)       | 22 september 1833 | 1 juli 1834       | D          |
| 13      |            | Minister van Financiën                | Levi Woodbury     | Levi Woodbury (1789–1851)     | 1 juli 1834       | 4 maart 1841      | D          |
| 12      |            | Minister van Oorlog                   | Peter Porter      | Peter Porter (1773–1844)      | 23 mei 1828       | 10 maart 1829     | NR         |
| 13      |            | Minister van Oorlog                   | John Eaton        | John Eaton (1790–1856)        | 10 maart 1829     | 18 juni 1831      | D          |
| [ 3 ]   |            | Minister van Oorlog                   | Roger Taney       | Roger Taney (1777–1864)       | 18 juni 1831      | 1 augustus 1831   | D          |
| 14      |            | Minister van Oorlog                   | Lewis Cass        | Lewis Cass (1782–1866)        | 1 augustus 1831   | 5 oktober 1836    | D          |
|         |            | Minister van Oorlog                   | Vacant            |                               |                   |                   |            |
| 8       |            | Minister van de Marine                | John Branch       | John Branch (1782–1862)       | 4 maart 1829      | 12 mei 1831       | D          |
|         |            | Minister van de Marine                | Vacant            |                               |                   |                   |            |
| 9       |            | Minister van de Marine                | Levi Woodbury     | Levi Woodbury (1789–1851)     | 22 mei 1831       | 1 juli 1834       | D          |
| 10      |            | Minister van de Marine                | Mahlon Dickerson  | Mahlon Dickerson (1770–1853)  | 1 juli 1834       | 1 juli 1838       | D          |
| 10      |            | Minister van Justitie                 | John Berrien      | John Berrien (1781–1856)      | 4 maart 1829      | 20 juli 1831      | D          |
| 11      |            | Minister van Justitie                 | Roger Taney       | Roger Taney (1777–1864)       | 20 juli 1831      | 15 november 1833  | D          |
| 12      |            | Minister van Justitie                 | Benjamin Butler   | Benjamin Butler (1795–1858)   | 15 november 1833  | 4 juli 1838       | D          |
| 11      |            | Minister van Posterijen               | William Barry     | William Barry (1784–1835)     | 4 maart 1829      | 10 april 1835     | D          |
|         |            | Minister van Posterijen               | Vacant            |                               |                   |                   |            |
| 12      |            | Minister van Posterijen               | Amos Kendall      | Amos Kendall (1789–1869)      | 1 mei 1835        | 18 mei 1840       | D          |

Washington ·
J. Adams ·
Jefferson ·
Madison ·
Monroe ·
J.Q. Adams ·
Jackson ·
Van Buren ·
W.H. Harrison ·
Tyler ·
Polk ·
Taylor ·
Fillmore ·
Pierce ·
Buchanan ·
Lincoln ·
A. Johnson ·
Grant ·
Hayes ·
Garfield ·
Arthur ·
Cleveland I ·
B. Harrison ·
Cleveland II ·
McKinley ·
T. Roosevelt ·
Taft ·
Wilson ·
Harding ·
Coolidge ·
Hoover ·
F.D. Roosevelt ·
Truman ·
Eisenhower ·
Kennedy ·
L.B. Johnson ·
Nixon ·
Ford ·
Carter ·
Reagan ·
G.H.W. Bush ·
Clinton ·
G.W. Bush ·
Obama ·
Trump I ·
Biden ·
Trump II